# Алшонемеди
Алшонемеди (мађ. Alsónémedi) је насеље у централној Мађарској. Алшонемеди је веће насеље у оквиру пештанске жупаније.

## Географија

### Локација
Алшонемеди се налази између река Дунава и Тисе, у сливу према Будимпешти, у непосредном јужном делу престонице, 8 километара од магистралног пута М0, уз магистрални пут 5. Насеље је са запада-југозапада омеђено каналом Дунав-Тиса, а на његовој граници се налазе салаши.

## Историја
У околини села откривени су гробни налази из бакарног доба (око 2200. године пре нове ере) (немедска култура). Једно је од најстаријих насеља у Пештанској жупанији, први сачувани писани помен о њему је из 1067. године (Нивиг). Прво је то било власништво клана Арпад, а затим и клана Аба. Био је у власништву Вачке епископије од 1300-их година. Порушена је током турског освајања и поново насељена крајем 17. века.
Вачки бискуп је 1718. овде поставио католичког свештеника, а 1719. године католици су преузели цркву. Немеди се развио у пољопривредно насеље јер је индустријски развој ометала близина већих градова једна од којих је била Пешта.
Према Етимолошком речнику географских имена, древни облик његовог имена (Nywyg) је вероватно настао од старог личног имена које припада речи породица у значењу ниу (мрав, црв), али би могло бити чак и словенског порекла, јер чешки језик има и географски назив Невид.
Избијањем рата за независност 1848. и слом феудализма осетили су се и у Немедију. На почетку рата за независност у селу је било много народних гардиста.
Године 1885. забележено је да је у насељу је избио разорни пожар и начинио велику штету селу. Први светски рат захтевао је од Алшонемшдија много материјалних и људских жртава, које су утицале на успорени развој места. Обновљени споменик на Шабадшагу обележава жртве из рата.
Између два светска рата, велики земљопоседници су реорганизовали своје поседе тако што су их поделили на парцеле, па су многи људи добили земљиште у закупу. После 1945. године почиње нова ера, расподела земље помера цело село. Индустрија је такође почела полако да се развија.

## Становништво
Током пописа 2011. 87,3% становника изјаснило се као Мађари, 0,2% као Бугари, 0,3% као Роми, 0,6% као Немци и 1,1% као Румуни (12,6% се није изјаснило). 
Верска дистрибуција је била следећа: римокатолици 36,6%, реформисани 29,7%, лутерани 0,4%, гркокатолици 0,5%, неденоминациони 8% (23,2% се није изјаснило).